# Floriana FC
A Floriana FC az egyik legrégebbi és legnevesebb máltai labdarúgócsapat. A klubot 1894-ben alapítottak, székhelye Floriana városában található. Jelenleg a máltai élvonalban szerepel.
Története során 25 bajnoki címet és 26 kupagyőzelmet ért el, ezzel a Sliema Wanderers mögött a második legeredményesebb csapat Máltán.

## Sikerei
- Máltai labdarúgó-bajnokság (Premier League Malti)
  - Bajnok (26 alkalommal): 1909–10, 1911–12, 1912–13, 1920–21, 1921–22, 1924–25, 1926–27, 1927–28, 1928–29, 1930–31, 1934–35, 1936–37, 1949–50, 1950–51, 1951–52, 1952–53, 1954–55, 1957–58, 1961–62, 1967–68, 1969–70, 1972–73, 1974–75, 1976–77, 1992–93, 2019–20
  - Ezüstérmes (14 alkalommal): 1922–23, 1925–26, 1935–36, 1937–38, 1953–54, 1955–56, 1965–66, 1968–69, 1971–72, 1975–76, 1991–92, 1993–94, 2010–11, 2021/22

- Máltai kupa:
  - Győztes (20 alkalommal): 1937–38, 1944–45, 1946–47, 1948–49, 1949–50, 1952–53, 1953–54, 1954–55, 1956–57, 1957–58, 1960–61, 1965–66, 1966–67, 1971–72, 1975–76, 1980–81, 1992–93, 1993–94, 2010–11, 2016–17
  - Ezüstérmes (12 alkalommal): 1934–35, 1935–36, 1955–56, 1959–60, 1964–65, 1973–74, 1976–77, 1977–78, 1978–79, 1987–88, 1988–89, 2005–06

- Máltai szuperkupa:
  - Győztes (2 alkalommal): 1992–93, 2016–17

## Eredmények

### Európaikupa-szereplés

#### Összesítve
| Kupa                         | J  | GY | D  | V  | LG–RG  |
| ---------------------------- | -- | -- | -- | -- | ------ |
| Bajnokok Ligája              | 4  | 2  | 1  | 1  | 2–2    |
| Bajnokcsapatok Európa-kupája | 12 | 0  | 2  | 10 | 3–49   |
| UEFA-kupa                    | 6  | 0  | 1  | 5  | 4–18   |
| Vásárvárosok kupája          | 2  | 0  | 0  | 2  | 0–7    |
| Kupagyőztesek Európa-kupája  | 20 | 1  | 3  | 16 | 13–74  |
| Intertotó-kupa               | 14 | 1  | 4  | 9  | 9–30   |
| Összesítve                   | 58 | 4  | 11 | 43 | 31–180 |

#### Szezonális bontásban
| Idény     | Kupa                         | Forduló      | Klub               | 1. mérk. | 2. mérk. |
| --------- | ---------------------------- | ------------ | ------------------ | -------- | -------- |
| 1961–1962 | Kupagyőztesek Európa-kupája  | Előselejtező | Újpesti Dózsa      | 2–5      | 2–10     |
| 1962–1963 | Bajnokcsapatok Európa-kupája | Előselejtező | Ipswich Town       | 1–4      | 0–10     |
| 1965–1966 | Kupagyőztesek Európa-kupája  | 1. forduló   | Borussia Dortmund  | 1–5      | 0–8      |
| 1966–1967 | Kupagyőztesek Európa-kupája  | 1. forduló   | Sparta Rotterdam   | 1–1      | 0–6      |
| 1967–1968 | Kupagyőztesek Európa-kupája  | 1. forduló   | NAC Breda          | 1–2      | 0–1      |
| 1968–1969 | Bajnokcsapatok Európa-kupája | 1. forduló   | Reipas Lahti       | 1–1      | 0–2      |
| 1969–1970 | Vásárvárosok kupája          | 1. forduló   | Dinamo Bacău       | 0–6      | 0–1      |
| 1970–1971 | Bajnokcsapatok Európa-kupája | 1. forduló   | Sporting           | 0–5      | 0–4      |
| 1972–1973 | Kupagyőztesek Európa-kupája  | 1. forduló   | Ferencváros        | 1–0      | 0–6      |
| 1973–1974 | Bajnokcsapatok Európa-kupája | 1. forduló   | Club Brugge        | 0–8      | 0–2      |
| 1975–1976 | Bajnokcsapatok Európa-kupája | 1. forduló   | Hajduk Split       | 0–5      | 0–3      |
| 1976–1977 | Kupagyőztesek Európa-kupája  | 1. forduló   | Śląsk Wrocław      | 1–4      | 0–2      |
| 1977–1978 | Bajnokcsapatok Európa-kupája | 1. forduló   | Panathinaikósz     | 1–1      | 0–4      |
| 1978–1979 | Kupagyőztesek Európa-kupája  | 1. forduló   | Internazionale     | 1–3      | 0–5      |
| 1981–1982 | Kupagyőztesek Európa-kupája  | 1. forduló   | Standard de Liège  | 1–3      | 0–9      |
| 1988–1989 | Kupagyőztesek Európa-kupája  | 1. forduló   | Dundee United      | 0–0      | 0–1      |
| 1991–1992 | UEFA-kupa                    | 1. forduló   | Neuchâtel Xamax    | 0–2      | 0–0      |
| 1992–1993 | UEFA-kupa                    | 1. forduló   | Borussia Dortmund  | 0–1      | 2–7      |
| 1993–1994 | Bajnokok Ligája              | Előselejtező | Ekranas            | 1–0      | 1–0      |
| 1993–1994 | Bajnokok Ligája              | 1. forduló   | FC Porto           | 0–2      | 0–0      |
| 1992–1993 | Kupagyőztesek Európa-kupája  | Selejtezőkör | Sligo Rovers       | 2–2      | 0–1      |
| 1995      | Intertotó-kupa               | Csoportkör   | Tirol Innsbruck    | 0–4      | 0–4      |
| 1995      | Intertotó-kupa               | Csoportkör   | Hapóél Petah Tikvá | 1–1      | 1–1      |
| 1995      | Intertotó-kupa               | Csoportkör   | RC Strasbourg      | 0–4      | 0–4      |
| 1995      | Intertotó-kupa               | Csoportkör   | Gençlerbirliği     | 0–3      | 0–3      |
| 1996–1997 | UEFA-kupa                    | Előselejtező | Bétár Jerusálajim  | 1–3      | 1–5      |
| 1997      | Intertotó-kupa               | Csoportkör   | SV Ried            | 1–2      | 1–2      |
| 1997      | Intertotó-kupa               | Csoportkör   | SZK Tbiliszi       | 0–5      | 0–5      |
| 1997      | Intertotó-kupa               | Csoportkör   | Torpedo Moszkva    | 0–1      | 0–1      |
| 1997      | Intertotó-kupa               | Csoportkör   | Iraklísz           | 0–1      | 0–1      |
| 1999      | Intertotó-kupa               | 1. forduló   | Aberystwyth Town   | 2–2      | 2–1      |
| 1999      | Intertotó-kupa               | 2. forduló   | Jokerit Helsinki   | 1–2      | 1–1      |
| 2000      | Intertotó-kupa               | 1. forduló   | Stabæk             | 1–1      | 0–2      |

Megjegyzés: Az eredmények minden esetben a Floriana FC szemszögéből értendőek, a félkövéren jelölt mérkőzéseket pályaválasztóként játszotta.